# トリスタン・プリティマン

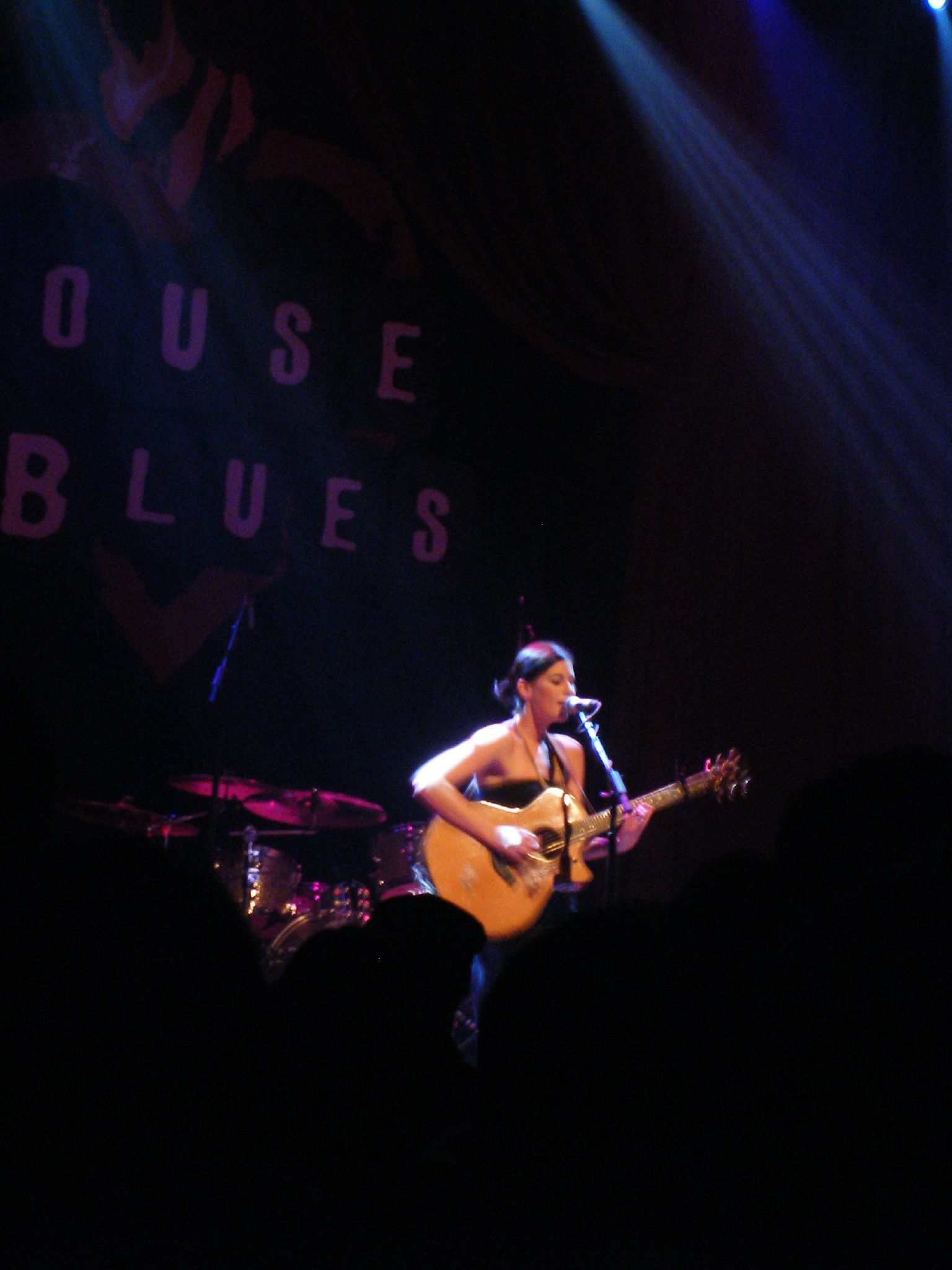
トリスタン・プリティマン

トリスタン・プリティマン（Tristan Prettyman、1982年5月23日 - ）は、アメリカのシンガーソングライター。カリフォルニア州サンディエゴ郡デル・マー出身。サーフィンをこよなく愛しながら、アコースティック・ギターを得意とし音楽活動をするスタイルが「女性版ジャック・ジョンソン」と呼ばれ注目される。

## ディスコグラフィ

### スタジオ・アルバム
- 『トゥエンティスリー』 - twentythree (2005年、Virgin)
- 『ハロー』 - Hello...x (2008年、Virgin)
- 『シダー&ゴールド』 - Cedar + Gold (2012年、Capitol)

### EP
- 『ラヴ』 - Love EP (2003年、Love)
- 『オールウェイズ・フィール・ディス・ウェイ EP』 - Always Feel This Way EP (2005年、Virgin) ※日本限定
- Live Session (2008年、Virgin) ※iTunes Exclusive EP
- Back to Home EP  (2014年)

### 参加アルバム
- Brendan Borek Family : Volume 2 (2003年)
- G・ラヴ : 『ハッスル』 - The Hustle (2004年)
- G・ラヴ : 『レモネード』 - Lemonade (2006年)